# 奥神賀山
奥神賀山（おくじんがやま）は、高知県香美市と長岡郡大豊町にまたがる四国山地南東部にある標高1,443.1mの山である。
国土地理院の地理院地図にも山名が載っていないほど無名の山であり、林道の少し下から登る標高も少し低い高板山や麓に近い神賀山の方が知名度がある。しかし、林道が近くまで開通し容易に登れるようになり、展望が良く笹原が広がる山頂で登山者は多くなった。山頂近くには神賀神社の発祥地である奥之院があり、麓の神賀神社はその遥拝所であった。

## ギャラリー

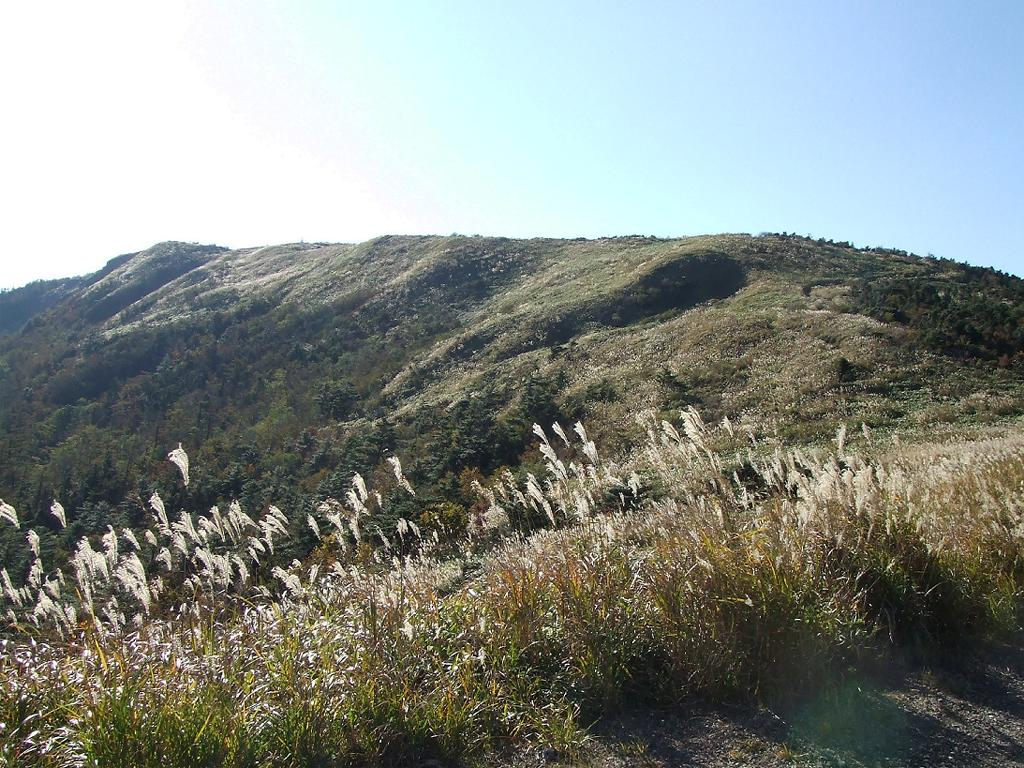
山頂部
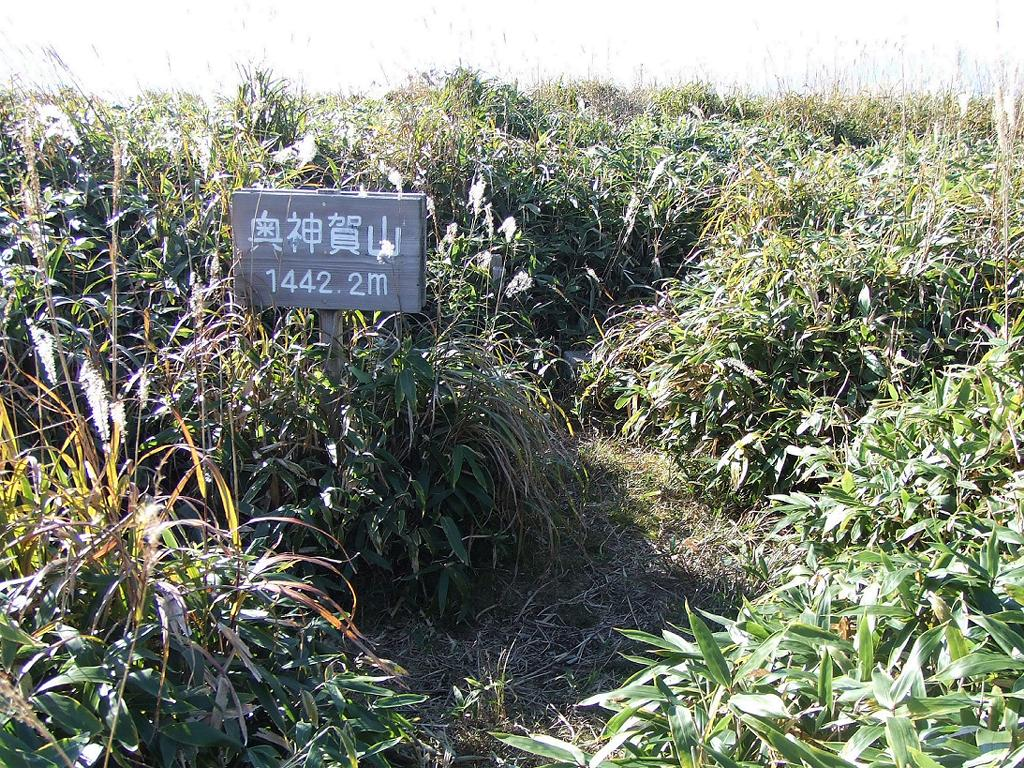
頂上
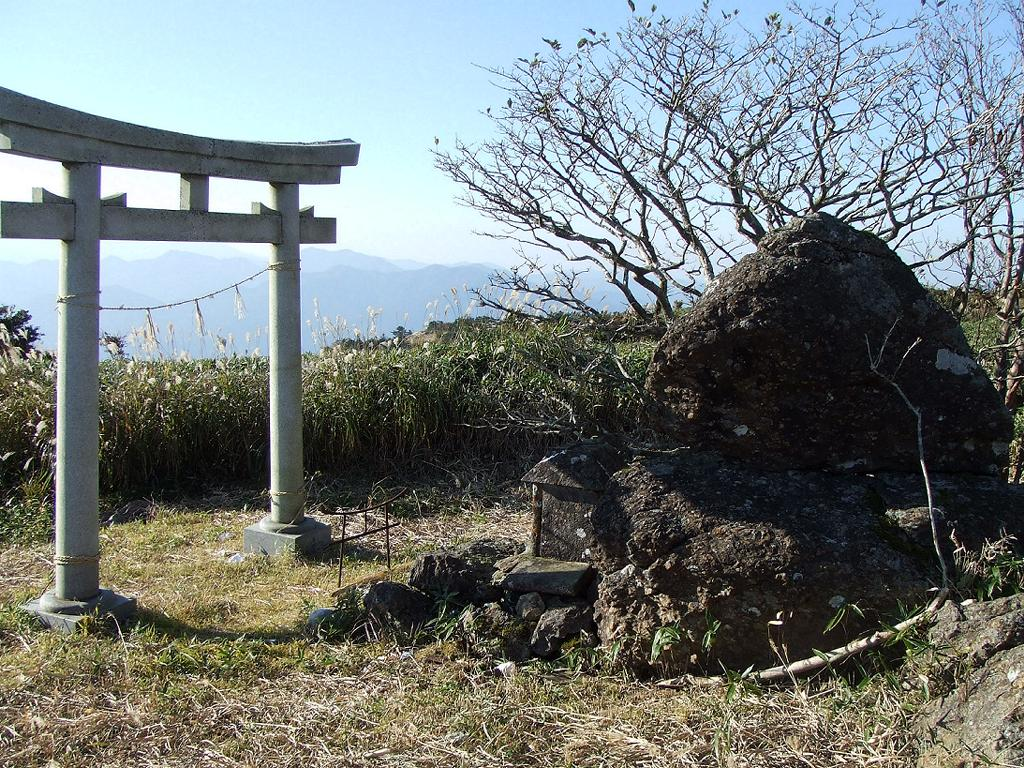
奥之院